# Chestnut
«Chestnut» es el segundo episodio de la serie de televisión de intriga y ciencia ficción de HBO Westworld. El episodio se emitió el 9 de octubre de 2016, pero fue lanzado en línea dos días antes por HBO. El episodio recibió críticas positivas de los críticos.

## Trama
William es llevado a Westworld por primera vez por su amigo Logan. La buena naturaleza de William lo lleva a querer ayudar a los anfitriones, pero Logan advierte que estas acciones podrían desencadenar narrativas en las que se les instaría a participar. En cambio, Logan lleva a William con prostitutas locales, y mientras Logan participa en una orgía con anfitrionas, William se muestra reacio a involucrarse con la anfitriona de Clementine por lealtad a su prometida. Al día siguiente, William ayuda a devolver una lata de comida dejada por la anfitriona Dolores y se va. Más tarde ese día, Dolores regresa a su casa y desentierra una pistola oculta.
El Hombre de Negro, siguiendo el mapa debajo del cuero cabelludo de Kissy, encuentra al anfitrión Lawrence momentos antes de ser ahorcado por una pandilla. El hombre mata a la pandilla y toma a Lawrence como prisionero, llevándolo a su pueblo natal. Manteniendo a Lawrence, a su esposa y a su hija a punta de pistola, el hombre le pide a Lawrence la ubicación del «laberinto». Esto hace que los otros ciudadanos intenten intervenir, pero el Hombre los mata a todos, luego mata a la esposa de Lawrence. De repente, la hija de Lawrence habla y proporciona una clave críptica de la ubicación del laberinto. El Hombre se va con Lawrence a cuestas.
En Sweetwater, Dolores tiene visiones de la masacre iniciada por el personal del parque el día anterior como una forma de eliminar a algunos de los anfitriones, aunque la ciudad y los residentes no muestran ningún indicio de que sucediera. Habla con Maeve, una anfitriona prostituta, y repite lo que su padre Peter le había dicho el día anterior. Maeve tiene flashbacks similares a su época como anfitriona con una hija. Los técnicos del parque sugieren tirar de Maeve y reemplazarla con Clementine, pero la técnica Elsie sugiere aumentar la intuición de Maeve para restaurar su efectividad. Más tarde, Maeve es testigo de un huésped borracho matando a Teddy; esto provoca otro flashback sobre su hija, y se da cuenta de que estaba siendo perseguida por el Hombre de Negro. El personal del parque ve esto como mal funcionamiento y la saca del parque para mantenimiento. Mientras dos técnicos se preparan para examinarla en el centro de operaciones, de repente se despierta sola y se escapa. Ella es testigo de lo que el personal le hace a otros anfitriones, incluidos aquellos que han sido asesinados por los huéspedes, antes de que los técnicos la seden. La llevan de regreso al centro de operaciones y deciden no informar sobre su despertar.
Mientras tanto, Bernard y Elsie continúan supervisando la situación en torno a la actualización «Ensueños». A Elsie le preocupa que la decisión de Bernard de que devolver a Dolores al parque pueda afectar a otros anfitriones, pero él le asegura que Dolores no muestra ningún comportamiento anormal. Más tarde, se demuestra que Bernard está en una relación sexual con Theresa, la administradora del parque, aunque ambos no están seguros de lo que quieren de esta relación. Al día siguiente, el guionista Lee presenta su última narrativa al personal del parque para su aprobación, basado en un conflicto con nativos americanos hostiles. El Dr. Ford veta el plan, afirmando que solo proporciona emociones baratas, y en cambio ofrece sus propios pensamientos sobre una nueva narrativa con un significado más profundo. El Dr. Ford lleva a Bernard al parque para mostrarle un santuario cristiano que ha encontrado anteriormente y que sirvió de base para esa narrativa.

## Producción
«Chestnut» fue escrito por los cocreadores de la serie Jonathan Nolan y Lisa Joy, basada en la premisa de la película de 1973 Westworld de Michael Crichton. El episodio fue dirigido por Richard J. Lewis.

### Música

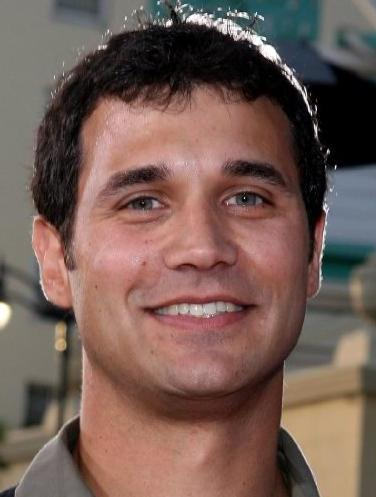
El compositor Ramin Djawadi creó la partitura musical del episodio.

En una entrevista, el compositor de la serie Ramin Djawadi habló sobre las interpretaciones en piano de «No Surprises» de Radiohead utilizadas en el episodio. Dijo: «Cuando Jonathan dice: 'Haz una canción de Radiohead', yo digo '¡Genial!'» Djawadi continuó: «Esta pieza en particular era bastante simple, en realidad. El riff inicial de «No Surprises» se traduce muy bien en el piano». Señaló: «De la forma en que lo veo, es como una máquina de discos en un restaurante, cuando le pones dinero, toca piezas preprogramadas. Estas piezas particulares que toca el piano te ayudan con el sentido del tiempo, las repeticiones. Marca el tiempo y proporciona el factor de reconocimiento de que este es un evento preprogramado».

## Recepción

### Audiencias
«Chestnut» fue visto por 1,50 millones de hogares estadounidenses en su emisión. El episodio también adquirió una calificación de 0,7 en el grupo demográfico 18–49. En el Reino Unido, el episodio fue visto por 1,37 millones de espectadores en Sky Atlantic.

### Respuesta crítica
«Chestnut» recibió críticas positivas de los críticos. El episodio actualmente tiene una puntuación del 95% en Rotten Tomatoes y tiene una calificación promedio de 8.3 sobre 10, basado en 21 reseñas. El consenso del sitio dice «Ayudado por su excelente elenco, Chestnut profundiza y expande la cautivadora mitología de Westworld al revelar el parque a través de los ojos de un huésped por primera vez y sumergirse aún más en las vidas de sus residentes robóticos».
Eric Goldman, de IGN, reseñó el episodio positivamente y dijo: «Sobre la base del excelente piloto, el segundo episodio de Westworld nos dio más información sobre cómo funciona el parque y cómo es que llega un huésped». Le dio una puntuación de 9.1 de 10. Scott Tobias de The New York Times escribió en su reseña del episodio; «Los creadores Jonathan Nolan y Lisa Joy han hecho algunos grandes cambios conceptuales al adaptar la película de Crichton para la televisión, en particular la atención que han prestado a la perspectiva de los androides. Pero esta pequeña alteración hace que surjan algunas preguntas importantes: ¿Qué revela el parque sobre las personas que visitan? ¿Y qué aprenden sobre sí mismos en el proceso?». Zack Handlen, de The A.V. Club, escribió en su crítica: «'Chestnut' no es una pieza tan efectiva como 'The Original'; es funcional de la manera necesaria, estableciéndose en el negocio de ser una verdadera serie de televisión y no solo una película evocadora de una hora. Pero si bien esa funcionalidad no es tan emocionante, aún funciona lo suficientemente bien, sentando las bases para lo que viene, y trabajando en profundidad lo que el piloto solo podría sugerir. Si la serie puede mantener este nivel calidad a medida que avanza la temporada, deberíamos estar en un buen camino». Le dio al episodio una B+.
Liz Shannon Miller, de IndieWire, escribió en su crítica: «Lo más intrigante de Westworld es que las imperfecciones de este mundo están profundamente ligadas a sus misterios. Es tentador quedarse atascado en tratar de resolverlos. Pero considere esta observación del Dr. Ford, quizás un meta comentario sobre el programa en sí: «Los huéspedes no regresan por las cosas obvias que hacemos, las cosas llamativas. Regresan debido a las sutilezas.» Y las sutilezas de la serie, hasta ahora, valen la pena apreciarlas». Ella le dio al episodio una A-. Erik Kain, de Forbes, también reseñó el episodio y dijo: «Hasta ahora, realmente he disfrutado de Westworld. Encuentro el misterio atractivo, como lo encontré Lost en su primera temporada. Esperemos que este espectáculo no sufra el destino de esa serie. Pero he visto muchas quejas. El elenco es demasiado grande. La historia está demasiado complicada».